# Doreen Denstädt

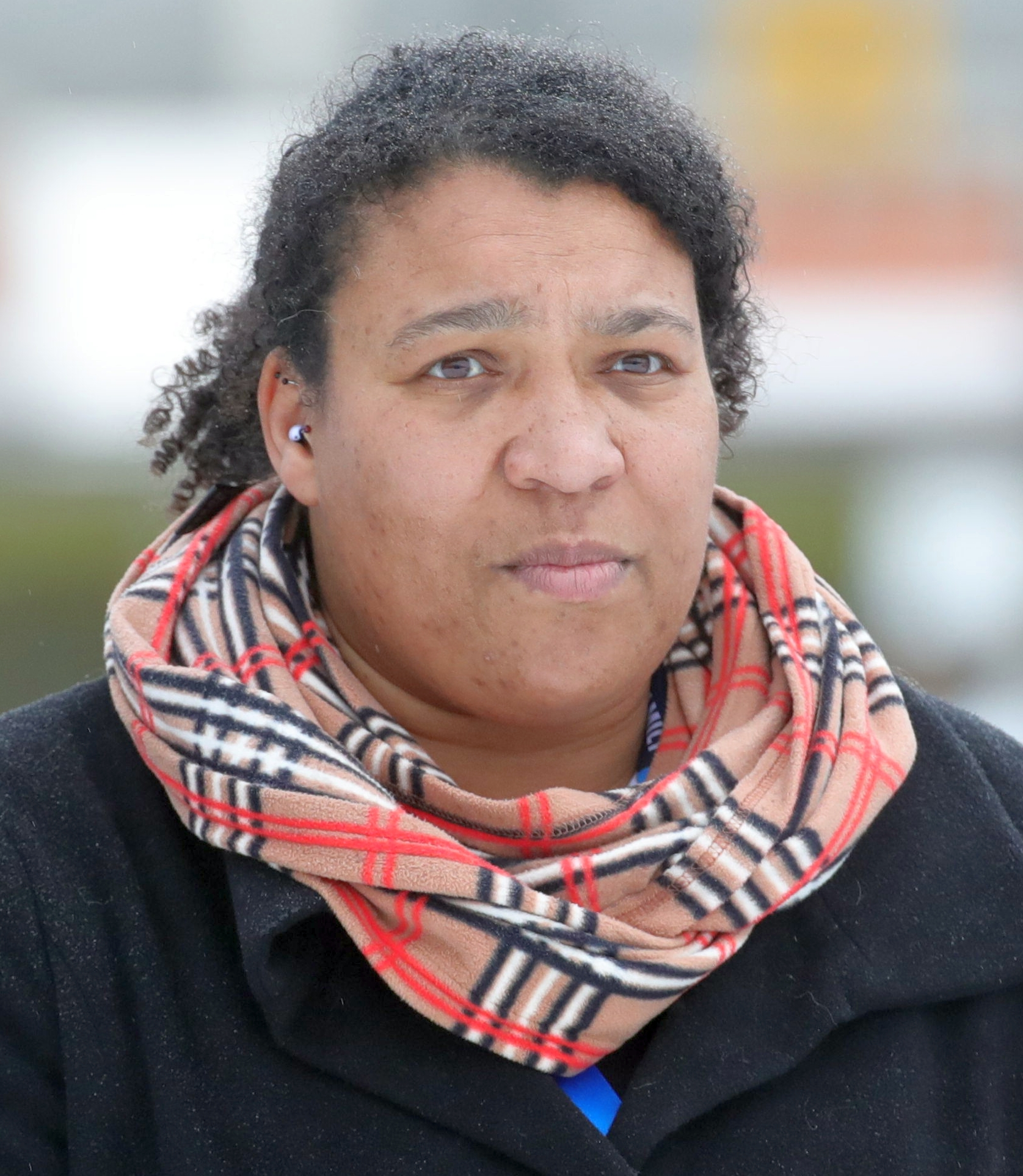
Doreen Denstädt (2023)

Doreen Denstädt (* 30. August 1977 in Saalfeld/Saale) ist eine deutsche Politikerin (Bündnis 90/Die Grünen). Von Februar 2023 bis Dezember 2024 war sie Thüringer Ministerin für Migration, Justiz und Verbraucherschutz.

## Leben
Denstädt verbrachte ihre ersten Lebensjahre mit ihrer deutschen Mutter in Saalfeld, danach zogen sie nach Erfurt. Ihr Vater war tansanischer Gaststudent und musste bereits vor ihrer Geburt die DDR wieder verlassen. Denstädt lernte ihn nie kennen. Ihr Großvater war Architekt. Nach dem Abitur begann sie 1996 ein Studium im Bereich Bauingenieurwesen an der TU Dresden. Nach einigen Semestern wechselte sie zur Fachhochschule Erfurt. Ab 2004 bis 2006 studierte sie an der Universität Weimar Infrastruktur und Umwelt. Von 2006 bis 2009 absolvierte sie ein duales Studium für den Polizeivollzugsdienst an der Fachhochschule für öffentliche Verwaltung im Fachbereich Polizei in Meiningen und beendete es als Diplom-Verwaltungswirtin (FH). Sie arbeitete nach der Ausbildung bis zu ihrer Ernennung als Ministerin im Jahre 2023 als Polizeihauptkommissarin und Sachbearbeiterin in der Polizeivertrauensstelle im Thüringer Ministerium für Inneres und Kommunales. Nach Angaben der Thüringischen Landeszeitung war sie die einzige schwarze Polizistin in Thüringen. Denstädt spielte in der Rugby-Regionalliga Damen bei den Erfurt Oaks. Sie ist ledig und hat eine Tochter und einen Sohn.

## Politik
Seit Mitte 2021 ist sie Mitglied der Partei Bündnis 90/Die Grünen, nachdem sie auf die Berufsvereinigung PolizeiGrün aufmerksam geworden war. Seit Mai 2022 ist sie Sprecherin des Kreisverbandes Erfurt. Sie war sachkundige Bürgerin im Ausschuss für Ordnung, Sicherheit, Ehrenamt und Ortsteile der Landeshauptstadt Erfurt. Im Jahr 2022 war sie Mitglied der 17. Bundesversammlung für die Landtagsfraktion Bündnis 90/Die Grünen Thüringen.
Sie wurde am 9. Januar 2023 von Bündnis 90/Die Grünen in Thüringen als Ministerin für das Thüringer Ministerium für Migration, Justiz und Verbraucherschutz als Nachfolgerin von Dirk Adams nominiert und am 1. Februar 2023 vereidigt. Sie war nach Aminata Touré deutschlandweit die zweite schwarze Ministerin. Ab März 2023 war sie zudem Landesbeauftragte gegen Antiziganismus und für das Leben der Sinti und Sintizze sowie Roma und Romnja in Thüringen. Im November 2023 übertrug die Landesregierung einige Verwaltungsabläufe im Bereich Migration dem Innenministerium unter Georg Maier (SPD). Mit dem Amtsantritt des Kabinetts Voigt schied Denstädt am 13. Dezember 2024 aus dem Ministeramt aus.

## Fernseh-Beitrag
- Amt mit Risiko – Eine Polizistin wird Ministerin MDR Fernsehen Exakt – Die Story  31. Januar 2024, auf YouTube 12. Februar 2024: Schwieriges Amt in schwierigen Zeiten – Doreen Denstädt übernimmt Justiz und Migration in Thüringen